# Distriparks
Distriparks são modernos complexos logísticos, em larga escala, que proporcionam uma maior facilidade na realização das operações de distribuição num único local, em áreas próximas a portos de grande movimentação. Estabelecendo um contacto directo com os terminais de contentores e recorrendo ao uso da tecnologia mais recente nas áreas da informação e telecomunicações, permite uma maior eficácia na articulação do transporte multimodal com incidência no trânsito de navios. Os Distriparks oferecem espaço para armazenamento temporário de cargas, para operações de carga e descarga e para o seu transporte. A valorização dos Distriparks resulta das mais valias em termos de serviços prestados, que estes asseguram a um conjunto vasto de clientes, onde se destacam a grupagem, rotulagem, controlo de qualidade, embalagem, unitização, classificação de material e facturação (ESCAP, 2003, p.42).

## Vantagens
A grande vantagem deste conceito reside na proximidade do centro de distribuição ao terminal de cargas, possibilitando que o transporte entre estes seja feito de uma forma mais rápida, com menos custos e portanto de uma forma mais eficiente. Além disso, a partir do centro de distribuição, o cliente tem a possibilidade de escolher entre as diversas formas de transporte, dependendo dos tempos de entrega, dos custos e dos destinos (ESCAP, 2003, p.42).

## PrincipaisDistriparks

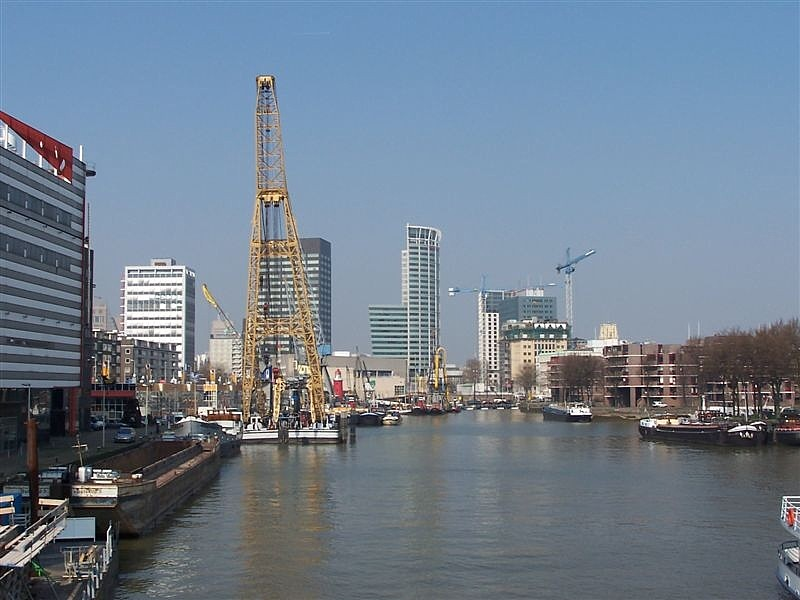
Porto de Roterdão

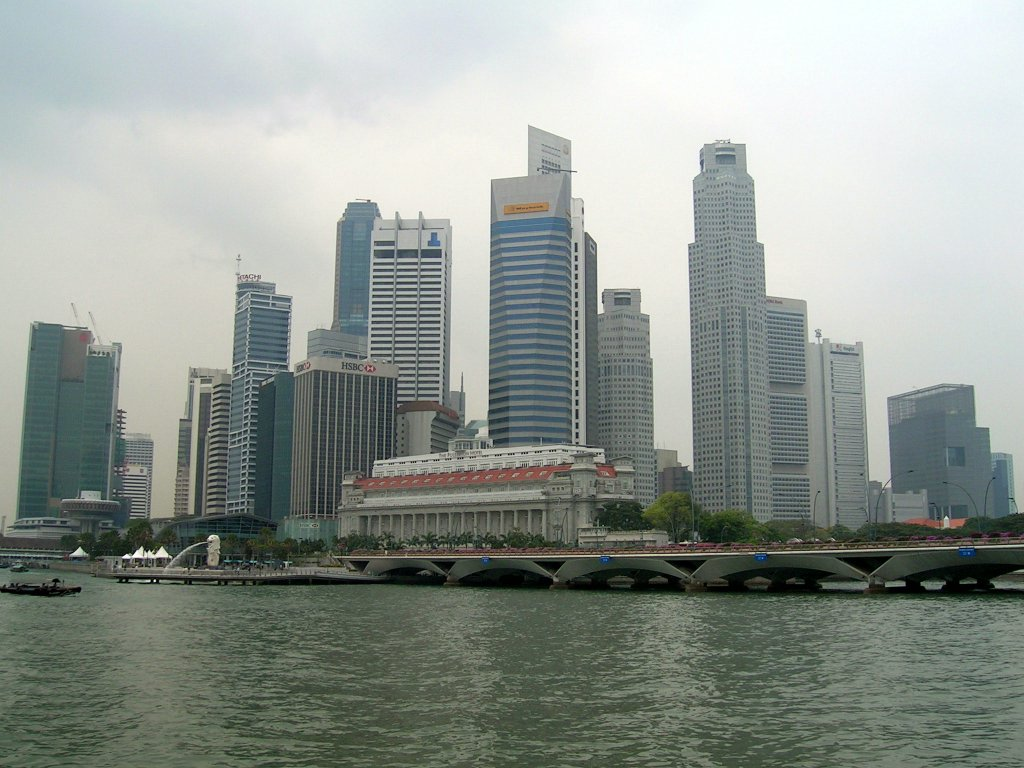
Singapura

- Maasvalkatte Distripark, situado na parte ocidental do porto de Roterdão, foi |finalizado em 1998 apresentando numa primeira fase 848 008 m2, apresenta actualmente uma extensão de 2 267 000 m2. Foi concebido para as organizações centralizarem ali a sua distribuição com o intuito de garantir o controlo destas actividades na Europa (ESCAP, 2003, p.44). Os potenciais clientes deste distripark são fabricantes europeus que pretendem criar os seus próprios centros de distribuição, grandes transportadores que pretendem a inclusão na cadeia logística, distribuidores de grande dimensão que pretendem criar uma base operacional na Europa, outros prestadores de serviços logísticos a nível global e organizações europeias que pretendam tirar partido deste distripark para criar valor através da exportação, via marítima (Port of Rotterdam, 2008).

- Keppel Distripark, é um ultra moderno centro de distribuição de carga, com enormes vantagens na área do armazenamento. Através do transporte aéreo, consegue efectuar a entrega da carga de uma forma mais rápida, para o porto de Singapura, e proveniente deste. É constituído por 41 módulos de armazéns numa extensão total de 113 000 m2, nos quais 7 100 m2 são destinados a escritórios e 3 900 m2 para armazenamento (Cheng, 2003).

- Alexandra Distripark é o maior complexo do género em Singapura, compreendendo três blocos de onze andares de fábricas/armazéns e dois blocos de dez andares com armazéns e escritórios num total de 210 000 m2 de espaço de armazém. Destaca-se pelo desenvolvimento industrial e pelas condições de armazenagem. Oferece ainda um amplo parque para veículos de carga, uma rede rodoviária desenvolvida, plataformas, empilhadoras e elevadores de   carga necessários à movimentação de material (Cheng, 2003).

- Pasir Pnjang  Distripark, também situado em Singapura, localiza-se entre a parte antiga do terminal principal e a parte nova. São nove andares de armazéns que se reúnem numa extensão de 144 000 m2 (ESCAP, 2003, p.48).

- Tanjong Pagar  Distriparké o complexo mais pequeno do porto, com dois blocos de cinco andares divididos entre armazéns e escritórios com um total de 65 000 m2 (ESCAP, 2003, p.48).

- Yokohama Port Cargo, situado no porto de Yokohama, teve a sua abertura em 1996, apresenta uma área de 320 000 m2 com uma capacidade de receber anualmente 4,25 toneladas de carga. Apresenta uma grande capacidade no desenvolvimento de diversas actividades logísticas, como a movimentação de material, armazenagem, processamento, controlo, distribuição e transporte (ESCAP, 2003, p.52).